# 威廉斯 (明尼蘇達州)
威廉斯（英語：Williams）是一個位於美國明尼蘇達州伍茲湖縣的城市。

## 人口
根據2020年美國人口普查的數據，威廉斯的面積為2.53平方千米，皆為陸地。當地共有人口157人，而人口密度為每平方千米62人。